# Псилл
Псилл (греч. Ψύλλος) — в греческой мифологии царь, эпоним народа псиллов в Киренаике, которого упоминают географы Агафархид и Агрет. Согласно Агрету, Псилл — один из сыновей Амфитемида и нимфы. Агафархид указывает, что его могила находилась у Большого Сирта.
Сказание о ливийском царе Псилле излагается в поэме Нонна. Когда южный ветер спалил его край, Псилл снарядил большой флот для войны с ним и погиб от штормов близ острова Эола, где на флот обрушились все ветры. Его сын Кратегон, рожденный Анхироей, дочерью Хремета, был соратником Диониса.